# Bahnhof Kozawa
Der Bahnhof Kozawa (jap. 小沢駅, Kozawa-eki) ist ein Bahnhof auf der japanischen Insel Hokkaidō. Er befindet sich in der Unterpräfektur Shiribeshi auf dem Gebiet der Gemeinde Kyōwa.

## Beschreibung
Kozawa ist ein Durchgangsbahnhof und früherer Trennungsbahnhof an der Hakodate-Hauptlinie zwischen Hakodate und Sapporo, der wichtigsten Bahnstrecke Hokkaidōs. Diese wird von der Gesellschaft JR Hokkaido betrieben. Regionalzüge verkehren alle ein bis zwei Stunden nach Kutchan und Otaru. Eine Bushaltestelle befindet sich in der Nähe an der Hauptstraße, dort halten Linien der Gesellschaften Hokkaidō Chūō Bus und Niseko Bus.
Der Bahnhof befindet sich am Rande des Ortes Kozawa und ist von Südosten nach Nordwesten ausgerichtet. Er besitzt zwei Gleise, die beide dem Personenverkehr dienen. Diese liegen an einem Mittelbahnsteig, der durch eine gedeckte Überführung mit dem Bahnhofsvorplatz an der Südseite der Anlage verbunden ist; dort steht etwas versetzt das Empfangsgebäude. Das dritte Gleis am Hausbahnsteig wurde entfernt.

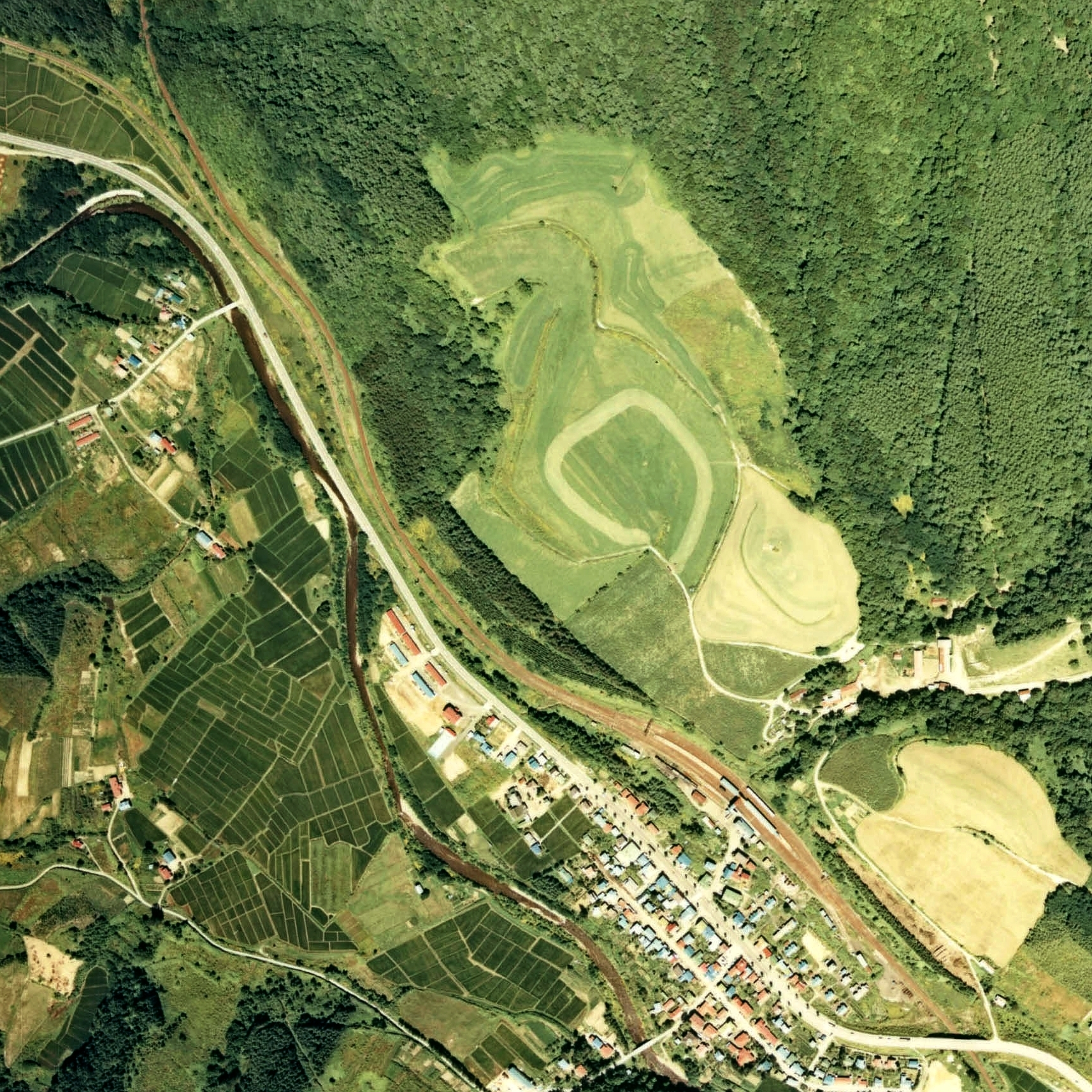
Luftansicht (1976)

## Geschichte
Die Bahngesellschaft Hokkaidō Tetsudō eröffnete am 18. Juli 1904 das Teilstück zwischen Yamanichi und Kozawa. Der Bahnhof war daraufhin knapp drei Monate lang Endstation. Mit der Eröffnung des letzten noch fehlenden Teilstücks zwischen Kozawa und Neppu am 15. Oktober 1904 war die Hakodate-Hauptlinie vollendet. Nach der Verstaatlichung am 1. Juli 1907 war das Eisenbahnamt (das spätere Eisenbahnministerium) zuständig.
Eine lokale Gesellschaft, die Iwanaibashi Tetsudō, nahm am 14. März 1905 eine von Pferden gezogene Kleinbahn in Betrieb. Sie hatte eine Spurweite von 762 mm und führte von Kozawa zum Hafen von Iwanai. Nach nur sieben Jahren wurde sie am 11. Mai 1911 stillgelegt. Grund dafür war der Bau der weitgehend parallel dazu verlaufenden Iwanai-Linie durch den Staat. Sie hatte dieselbe Spurweite wie die Hakodate-Hauptlinie, so dass das Umladen von Gütern entfallen konnte. Ihre Eröffnung erfolgte am 1. November 1912.
Aus Kostengründen stellte die Japanische Staatsbahn am 1. März 1982 den Güterumschlag ein, am 1. Februar 1984 auch die Gepäckaufgabe. Ebenso legte sie am 1. Juli 1985 die Iwanai-Linie still. Im Rahmen der Staatsbahnprivatisierung ging der Bahnhof am 1. April 1987 in den Besitz der neuen Gesellschaft JR Hokkaido über. Seit 1992 ist der Bahnhof nicht mehr mit Personal besetzt.